# Puez
Skupina Puez je horská skupina nalézající se v západních Dolomitech v Jižním Tyrolsku (Itálie).

## Poloha

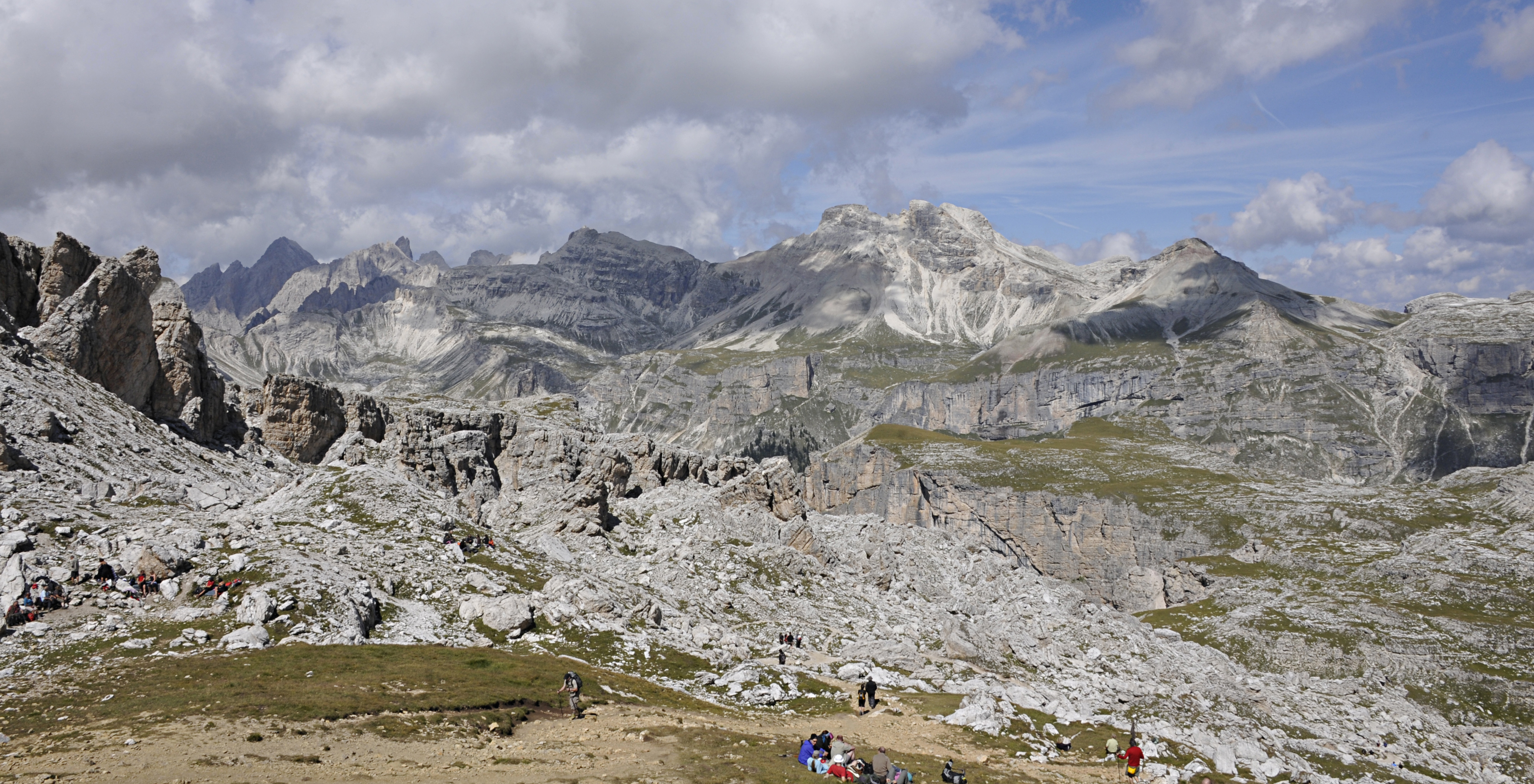
Vrcholky Puezu z průsmyku Crespëina

Skupina Puez hraničí na jihu s údolím Val Gardena a na východě s údolím Val Badia. Průchod mezi oběma údolími, průsmyk Gardenapass, odděluje horskou skupinu Puez od horské skupiny Sella. Na severu klesá nadmořská výška do údolí Campilltal. Na severozápadě tvoří Roa-Scharte (ladinsky Furcela dla Roa) přechod k horské skupině Geisler, se kterou je často spojován do horské skupiny Puez-Geisler. Potok Cislesbach tvoří západní hranici pohoří.
Horská skupina Puez se nachází na území obcí S. Cristina in Val Gardena, Selva di Val Gardena, Corvara, Abbey a S. Martino in Thurn a je téměř celá chráněna v přírodním parku Puez-Geisler.

## Členění
Skupina Puez obsahuje také několik podskupin. Údolí Langental - odbočující z údolí Val Gardena - a Zwischenkofeltal - odbočující z údolí Campiller - rozdělují pohoří zhruba na dva bloky ve směru jihozápad-severovýchod.
V jižní části západního bloku se nachází pohoří Stevia (2552 m) a Col dala Pieres (2747 m), v severní části jsou nejvyšší vrcholy skupiny s vrcholy Puezspitzen (Západní vrchol: 2918 m, Východní vrchol: 2913 m), Piz Duleda (2909 m) a Puezkofel (2723 m), na jehož úpatí se nachází horská chata Puezhütte (2475 m).
Východní blok tvoří především rozsáhlá náhorní plošina Gardenazza s měsíční krajinou s rozsáhlými suťovými alpskými pastvinami a kamennými mohylami, kde byly nalezeny i významné nálezy amonitů. Na severovýchodě se odtud oddělují úpatí hor, která tvoří hřeben mezi Campiller a Val Badia. Na jihovýchodě se nad náhorní plošinou tyčí Sassongher (2665 m) a na jihozápadním konci se za vrcholem Lech de Crespëina spojují vrcholy Cirspitzen.